# 왕립지리학회
왕립지리학회(Royal Geographical Society (with the Institute of British Geographers)는 지리학의 발전을 위해 1830년에 설립된 영국의 학회이다. 오늘날은 세계 지리학의 중심으로 자리매김한 학회이며, 연구, 교육, 현장 조사와 탐사를 지원하여 세계의 사람, 장소, 환경에 대한 일반 법칙화와 상세한 이해를 돕기 위한 활동을 하고 있다.

## 개요
왕립지리학회는 1830년에 설립된 〈런던지리학회〉(Geographical Society of London)의 명칭으로 ‘지리학의 발전’을 추진하는 연구기관으로 발족되었으며, 세계에서 세 번째로 발족한 지리학회이다. 이후 로터리 클럽과 팔레스타인 협회와 비슷한 조직으로 조지프 뱅크스가 1788년에 설립한 옛 아프리카 협회(African Association)를 흡수했다. 많은 학회와 마찬가지로 선택된 회원들끼리 최근의 과학적인 문제나 발상에 대해 논의하는 비공식 만찬을 개최하였던 ‘식당클럽’으로 시작된 것이다.
창립 멤버는 존 바로우 경(Sir John Barrow), 존 프랭클린, 프랜시스 보퍼트 등이 있었다. 윌리엄 4세로부터 후원을 얻게 된 후부터 점차 왕립지리학회(The Royal Geographical Society, RGS)로 알려지게 되었으며, 1859년에 빅토리아 여왕으로부터 공인장을 받았다.
1830년부터 1840년에 걸쳐, 왕립지리학회는 런던의 리젠트 스트리트에 있는 왕립원예협회와 방을 공유하였고, 1854년부터 1870년까지 화이트홀 플레이스(Whitehall Place) 15번지에 본부를 두었다. 1870년 학회는 새빌 로우 1번지로 이전하였고, 이 주소는 곧바로 모험과 여행의 이미지를 갖게 되게 되었다. 또한 학회는 국가공무원 임용위원회가 있는 벌링턴 가든(Burlington Gardens)에 강의용 극장을 빌려 사용하고 있었는데, 이러한 배치는 따분하고, 추잡하다고 생각되었다.
왕립지리학회는 많은 저명한 탐험가와 여행가의 주요 관계자, 지원자였다. 다음과 같은 인물들이 대표적인 예이다.
- 찰스 다윈
- 데이비드 리빙스턴
- 로버트 스콧
- 리처드 프랜시스 버턴
- 존 해닝 스피크
- 헨리 모턴 스탠리
- 어니스트 섀클턴
- 에드먼드 힐러리
- 제임스 힝스턴 터키
- 윌리엄 오길비
- 조지 W. 하워드
- 퍼시 포셋

전 인도 총독을 역임한 커즌 후작을 회장으로 선출한 1911년에 학회는 새로운 추진력을 얻었다. 사빌 로우의 건물이 매물로 나와 현재 학회의 본부 소재지인 로우더 롯지를 10만 파운드에 구입했다. 로우더 롯지의 사용은 1913년 4월에 시작되었다. 같은 해 학회에서는 여성의 입회를 인정하게 되었다.
로우더 롯지는 1874년에 리차드 노만 쇼가 윌리엄 로우더(Hon William Lowther)를 위해 지은 것으로, 쇼가 활약한 시대에서 가장 뛰어난 영국 내의 건축물이었다. 1929년에 건물의 동쪽을 증축했고, 새로 지도실과 750석의 강의용 극장을 설치했다. 공식적으로는 요크 공작(이후 조지 6세)에 의해 학회 창립 100주년 기념식이 1930년 10월 21일에 개최되었다.
왕립지리학회의 역사 초기에는 ‘식민지’ 탐험, 특히 아프리카, 인도 대륙, 북극, 중앙아시아 탐험과 밀접한 관련이 있었다. 찰스 다윈, 데이비드 리빙스턴, 헨리 모턴 스탠리 등 많은 탐험가, 여행가를 지원했다. 19세기 말부터 제1차 세계 대전까지 왕립지리학회가 지원한 탐사는 수시로 톱뉴스로 다루어졌으며, 학회의 회장과 협의회는 기자나 편집자들로부터 열렬한 취재를 받았다. 또한 학회의 초기 역사는 영국의 지리학계의 역사와 상호 연관되어 있었다. 정보, 지도, 차트, 지식 탐구를 통해 수집된 자료는 왕립지리학회에 보내져서 현재의 독특한 지리학 컬렉션을 형성하고 있다. 1831년부터 1855년까지 학회에서는 대회와 기타 주제를 게재하는 〈학회논문집〉(Society Proceedings)을 발행했다. 이것은 1893년부터 현재까지 발간되고 있는 〈더 지오그래피컬 저널〉(The Geographical Journal)로 대체되었다. 학회는 영국 대학에서 교육, 연구 대상으로서의 지리학을 확립하는 데에도 중요한 역할을 하였고, 옥스퍼드 대학교, 케임브리지 대학교 두 대학 지리학부 설립에 자금을 제공했다.
1879년 4월에 일본 최초의 지리학회인 도쿄지리학협회가 발족되었으며, 왕립지리학회는 그 모범이 되었다. 초대 회장으로는 기타시라가와 요시히사 친왕이 취임하여 황실이 후원자가 되었다는 사실도 왕립지리학회의 모범을 따른 것이다.
지리학의 보다 체계적인 연구의 등장으로 1933년에 왕립지리학회 소속의 학술 회원으로 왕립 지리학회의 자매학회로 영국 지리학회(Institute of British Geographers, IBG)가 설립되었다. 당시 왕립지리학회는 귀족이나 군인이 회원의 대다수를 차지하였고, 〈더 지오그래피컬 저널〉도 연구의 장은 되지 못했다. 영국지리학회는 학술 대회, 현장 조사, 세미나, 전문 연구 그룹을 운영했고, 학회지 〈트랜잭션 오브 더 인스티튜트 오브 브리티쉬 지오그래퍼〉(Transactions of the Institute of British Geographers, 약칭 Transactions)는 현재 주요 국제 저널로 다루어져 지리학 분야의 ‘랜드 마크’ 연구를 게재하고 있다. 처음에 〈트랜잭션즈〉는 학회 기사가 중심이었고, 발행도 1년에 한 권 뿐이었으며, 게재한 학술 논문은 통상 1개였다.
1988년 1월, 왕립지리학회는 영국 내 지리학의 발전과 지리 교육의 향상을 목표로 다른 영국 지리학계 학회와의 협의회(Council of British Geography, COBRIG)를 발족시켰다. 왕립지리학회와 영국지리학회는 60년 동안 병존해 왔지만, 1992년에 합병이 논의되었다. 1994년 회원 투표가 진행되어 합병이 승인되었고, 다음 해 1995년 1월에 새로운 왕립지리학회(정식 명칭 : Royal Geographical Society (with the Institute of British Geographers), 약칭 : RGS-IBG)가 발족했다.
오늘 날 왕립지리학회는 영국뿐만 아니라 세계적으로도 지리학 분야의 주요 학회의 지위를 가지고 있다. 유럽 최대의 지리학계 학회뿐만 아니라 세계에서도 가장 큰 지리학계 학회 중 하나가 되었다. 영국 내에 8개, 홍콩에 1개의 지부가 있으며, 지역 학회도 운영하고 있다.
지리학 연구와 교육, 현장 조사, 탐사, 지리에 일반 이해, 인기 향상, 지리 정보 수집에 대해 다방면으로 지원과 홍보를 하고 있다. 지리학협회(Geographical Association)와 왕립 스코틀랜드 지리학회(Royal Scottish Geographical Society) 등의 지리학계 학회와 협력하기도 한다.
2004년 왕립지리학회 학술 탐구와 연구를 통해 얻은 영국 국내외에서 중요한 역사적 컬렉션이 처음으로 공개됐다. 또한 같은 해 새로운 회원 제도가 도입되어 일반 지리학에 관심을 갖는 사람들이 널리 학회에 가입할 수 있도록 했다. 그리고 같은 해에 새로운 필름 열람실 (Foyle Reading Room)과 유리 파빌리온(glass Pavilion)이 공개되었고, 21세기 학회가 보유한 것을 지적, 시각, 물리적으로 해제했다. 예를 들어 2012년에 유리 파빌리온에서 1912년 로버트 스콧 탐험대의 허버트 폰팅(Herbert Ponting)이 촬영한 사진을 전시하였다.

## 같이 보기
- 과학사